# Kanton Sens-Nord-Est
Kanton Sens-Nord-Est (fr. Canton de Sens-Nord-Est) byl francouzský kanton v departementu Yonne v regionu Burgundsko. Skládal se z pěti obcí. Zrušen byl po reformě kantonů 2014.

## Obce kantonu
- Fontaine-la-Gaillarde
- Saint-Clément
- Saligny
- Sens (severovýchodní část)
- Soucy